# Marcelino Vespeira

Parque dos Insultos, 1949

Simumis, 1949, óleo sobre cartão, 46 x 38 cm

Marcelino Vespeira (Samouco, Alcochete, 9 de setembro de 1925 — Lisboa, 22 de fevereiro de 2002) foi um artista gráfico e pintor; pertence à 3ª geração de artistas modernistas portugueses . 
Figura de referência do movimento surrealista em Portugal, Vespeira construiu uma obra longa e diversificada. Emergiu em meados da década de 1940 no quadro do neo-realismo; atingiu um ponto alto nas obras surrealistas e intensamente pessoais realizadas entre 1948 e 1952; passou depois por opções abstractas para regressar, nas últimas décadas, aos temas e formas que caracterizaram o seu período surrealista.

## Vida e Obra
Fez o curso da Escola de Artes Decorativas António Arroio e frequentou o 1.º ano de Arquitectura da Escola de Belas Artes de Lisboa, após o que começou a trabalhar em artes gráﬁcas; foi convidado por Bernardo Marques para colaborar na revista Colóquio/Artes, de que se tornou director gráfico em 1962 . 
Com uma postura de oposição ao regime do Estado Novo de Salazar, no período inicial da sua obra esteve ligado ao neo-realismo, realizando obras como Apertado pela Fome (1945) com o qual participou na I Exposição Geral de Artes Plásticas, SNBA, 1946. Embora neo-realista no tema, em trabalhos como este "Vespeira sustenta já uma linguagem formal que indicia atmosferas surrealizantes" . No ano seguinte foi um dos fundadores do Grupo Surrealista de Lisboa, juntamente com Cândido Costa Pinto, Fernando Azevedo, Mário Cesariny e José Augusto França, entre outros. A sua obra evoluiu então, rapidamente, para uma linguagem coerente e pessoal . Em 1949 participou na primeira e única exposição do grupo, onde foram apresentadas duas obras de colaboração (Cadavre Exquis): numa, participou com Fernando Azevedo; na outra, de grandes dimensões, com António Pedro, Moniz Pereira, António Domingues e Fernando Azevedo . 
Marcada por um acentuado caráter erótico, dotada de grande sensualidade formal e cromática, a pintura de Vespeira utiliza um léxico de formas contrastantes, redondas, pontiagudas, que lhe permitem cruzar as metamorfoses do corpo feminino ou as alusões sexuais explícitas com evocações do mundo animal e vegetal. "Num jogo de temas evocadores de situações ritualizantes"  veremos emergir corpos de mulher de grandes seios redondos, vulvas, falos erectos, aves, flores, chifres... (veja-se, por exemplo, Parque dos Insultos ou Simumis, 1949) . 
A partir de meados da década de 1950 o seu trabalho muda de novo. Vespeira empenha-se na abstracção, primeiro numa versão geométrica que rapidamente abandona, inflectindo de seguida para uma opção lírica mais próxima do informalismo gestual. E passa a intitular os quadros com uma simples numeração sequencial . Muitas vezes dominada pelos vermelhos, a sua paleta adensa-se; depois, já nos anos de 1960, a composição torna-se mais fluida, formal e cromaticamente. A convite do pintor Lino António, seu antigo professor, Vespeira deu aulas na Escola António Arroio mas teve de se afastar por pressão do Ministério da Educação. Na década seguinte Vespeira reaproxima-se do universo surrealista inicial (nos anos 80 utiliza também a colagem), em obras onde reincide sobre temas antigos e recupera "a visão sensual do mundo, no seu familiar hibridismo", cruzando os contornos da paisagem e da música com as linhas do corpo feminino .
O seu longo historial de trabalho em artes gráﬁcas e de resistência ao Estado Novo teve sequência após o derrube da ditadura em 25 de Abril de 1974, levando-o a colaborar activamente com o Movimento das Forças Armadas (Vespeira foi autor do conhecido símbolo do MFA).

## Exposições / Prémios
Realizou diversas exposições individuais. Expôs com o Grupo Surrealista de Lisboa em 1949 e de parceria com Fernando Azevedo e Fernando Lemos na Casa Jalco, Chiado, em 1952. 
Participou em inúmeras exposições coletivas, nomeadamente: I e II Exposições Gerais de Artes Plásticas, SNBA, Lisboa (1947; 1948); 20 Pintores Contemporãneos, Galeria Pórtico (1952); I Salão de Arte Abstrata, Galeria de Março, Lisboa (1954); I Salão dos Artistas de Hoje, SNBA, Lisboa (1956); II Exposição de Artes Plásticas organizada pela Câmara Municipal de Almada (1957), onde lhe é atribuido o Prémio Columbano; I, II e III Exposições de Artes Plásticas da Fundação Calouste Gulbenkian (1957; 1961; 1986); I Salão de Arte Moderna, SNBA, Lisboa (1959); 50 Artistas Independentes (1959); II e IV Bienais de S. Paulo (1953; 1957); Exposição Internacional «Bianco e Nero», Lugano (1956); Art Portugais, Centre Culturel de la Fondation Calouste Gulbenkian, Paris (1968); Arte Portuguesa Contemporânea, Brasília, S. Paulo, Rio de Janeiro (1976-77); Portuguese Art Since 1910, Royal Academy of Arts, Londres (1978); Os Anos 40 na Arte Portuguesa, Fundação Calouste Gulbenkian, Lisboa (1982); Portuguese Contemporary Painting, New Delhi (1992); etc   .
Em 2000 foi-lhe atribuído o Prémio Nacional de Artes Plásticas da AICA.